# 巴尔达斯
巴尔达斯（希臘語：Βάρδας；死于866年4月21日）是拜占庭帝国贵族和高级大臣。作为皇后狄奥多拉的兄弟，他在狄奥斐卢斯（829–842年在位）手下升至高职 。尽管狄奥菲罗斯在狄奥多拉和狄奥提斯托斯死后被边缘化，但在855年他策划谋杀了狄奥提斯托斯，并成为其侄子米海尔三世（842-867在位）的摄政王。升任凯撒后，他成为拜占庭帝国的实际统治者长达十年，这段时期见证了军事上的成功，重新开展了外交和传教活动，并开启了知识复兴，直接引起了之后的马其顿文艺复兴。 866年，他被米海尔三世的新宠儿马其顿人巴西尔暗杀。巴西尔一世在一年后篡夺了王位，并在拜占庭王位上建立了自己的王朝。